# Rastatt
Rastatt – miasto powiatowe w Niemczech, w kraju związkowym Badenia-Wirtembergia, w rejencji Karlsruhe, w regionie Mittlerer Oberrhein, siedziba powiatu Rastatt, oraz wspólnoty administracyjnej Rastatt.
Leży nad rzeką Murg, ok. 25 km na południowy zachód od Karlsruhe, przy drogach krajowych B3, B36, B462, autostradzie A5 i linii kolejowej Karlsruhe – Fryburg Bryzgowijski – Bazylea, ze stacją Rastatt.
Prawa miejskie od 1705.

## Historia
Po zakończeniu II wojny światowej działał w Rastatt Trybunał Generalny i Trybunał Wojskowy, osądzający zbrodniarzy nazistowskich.

## Współpraca
Miejscowości partnerskie:
- Włochy: Fano
- Brazylia: Guarapuava
- Stany Zjednoczone: New Britain
- Francja: Orange
- Czechy: Ostrov
- Wielka Brytania: Woking

## Galeria

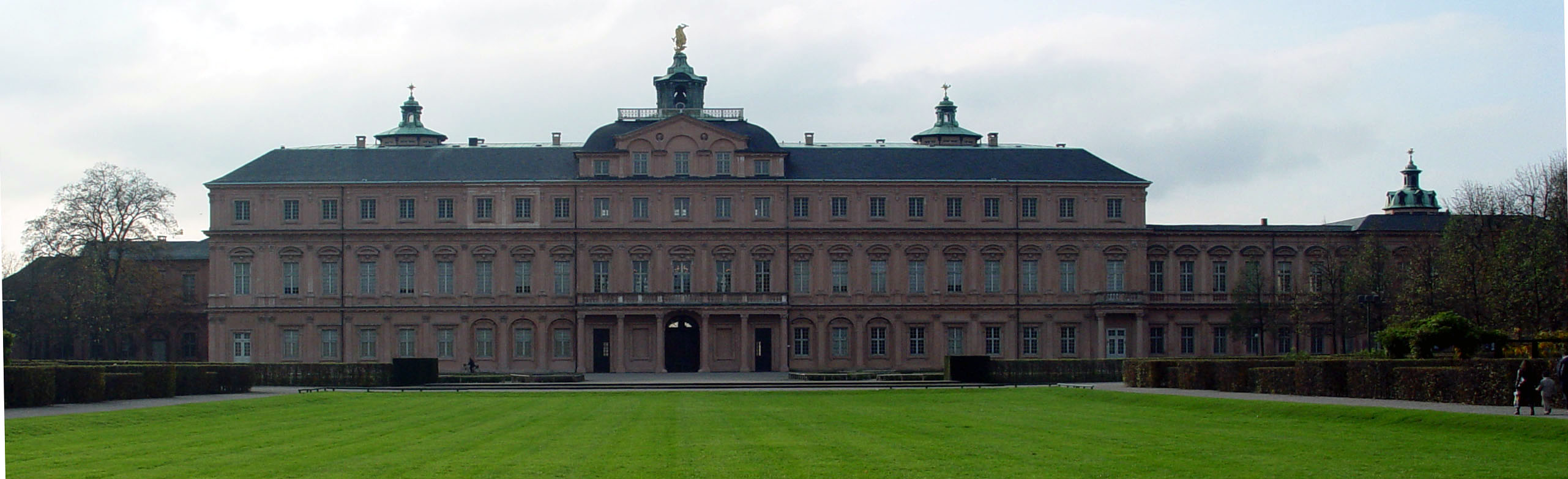
Pałac Rastatt
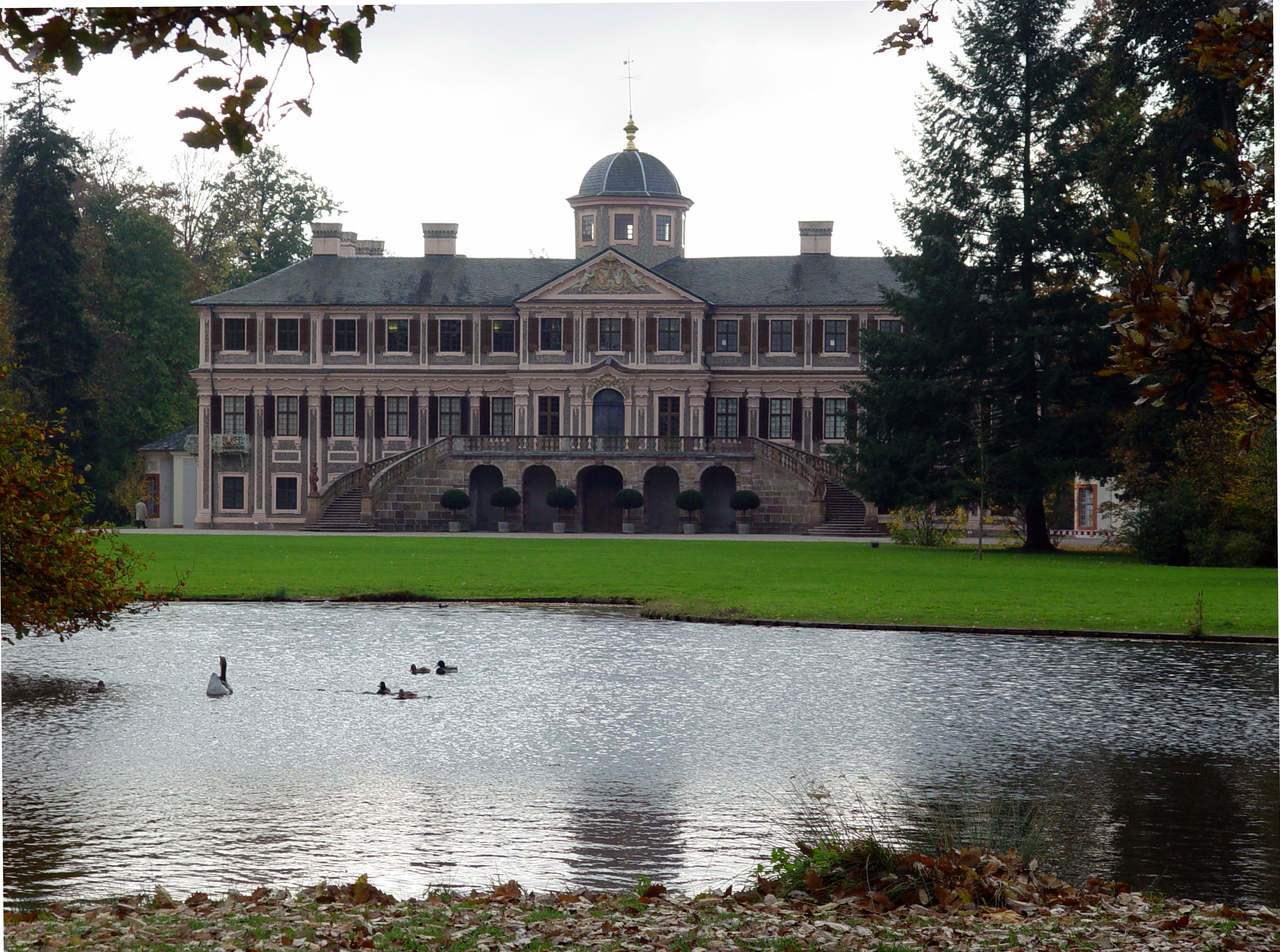
Pałac letni Favorite
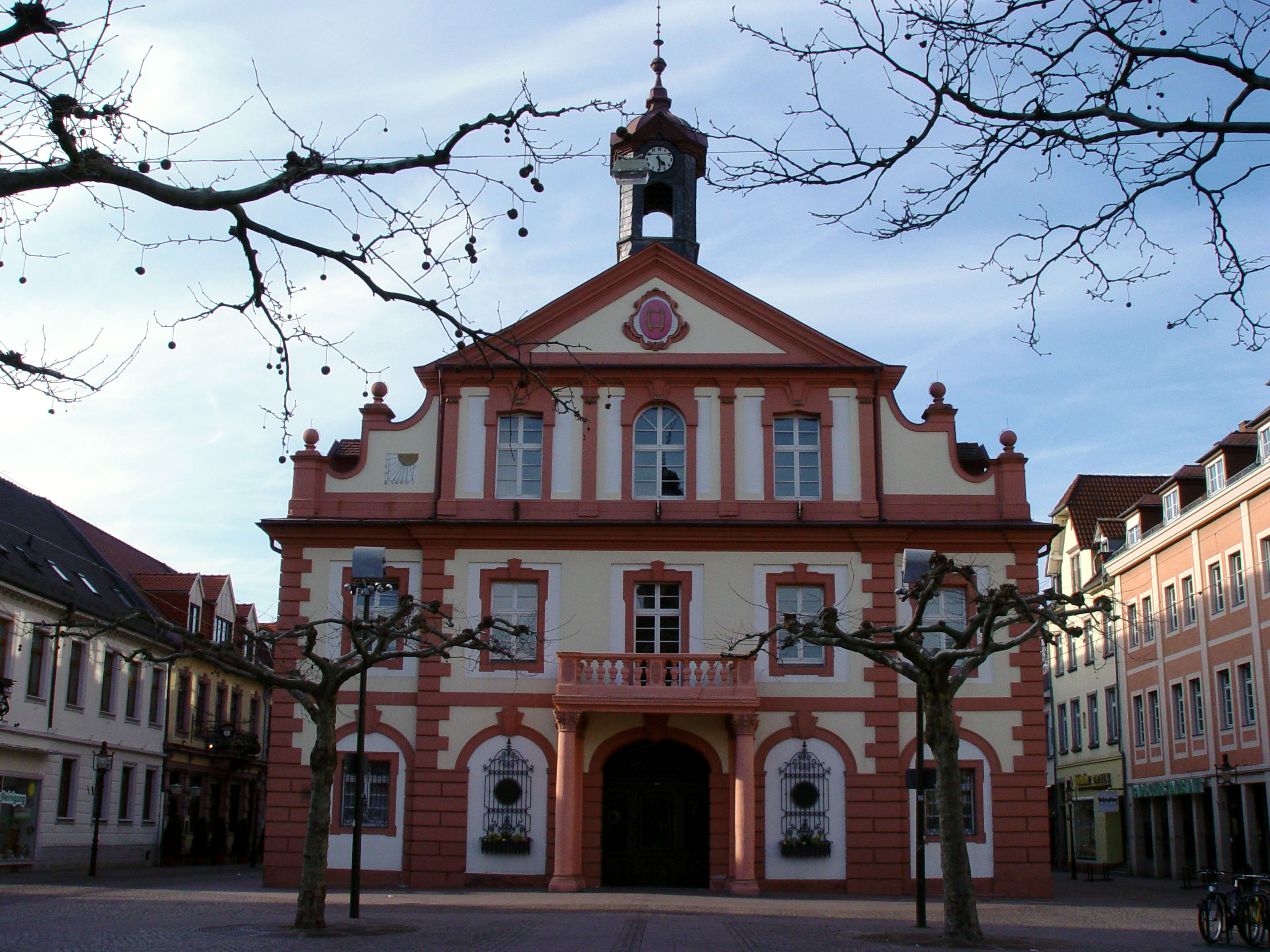
Ratusz
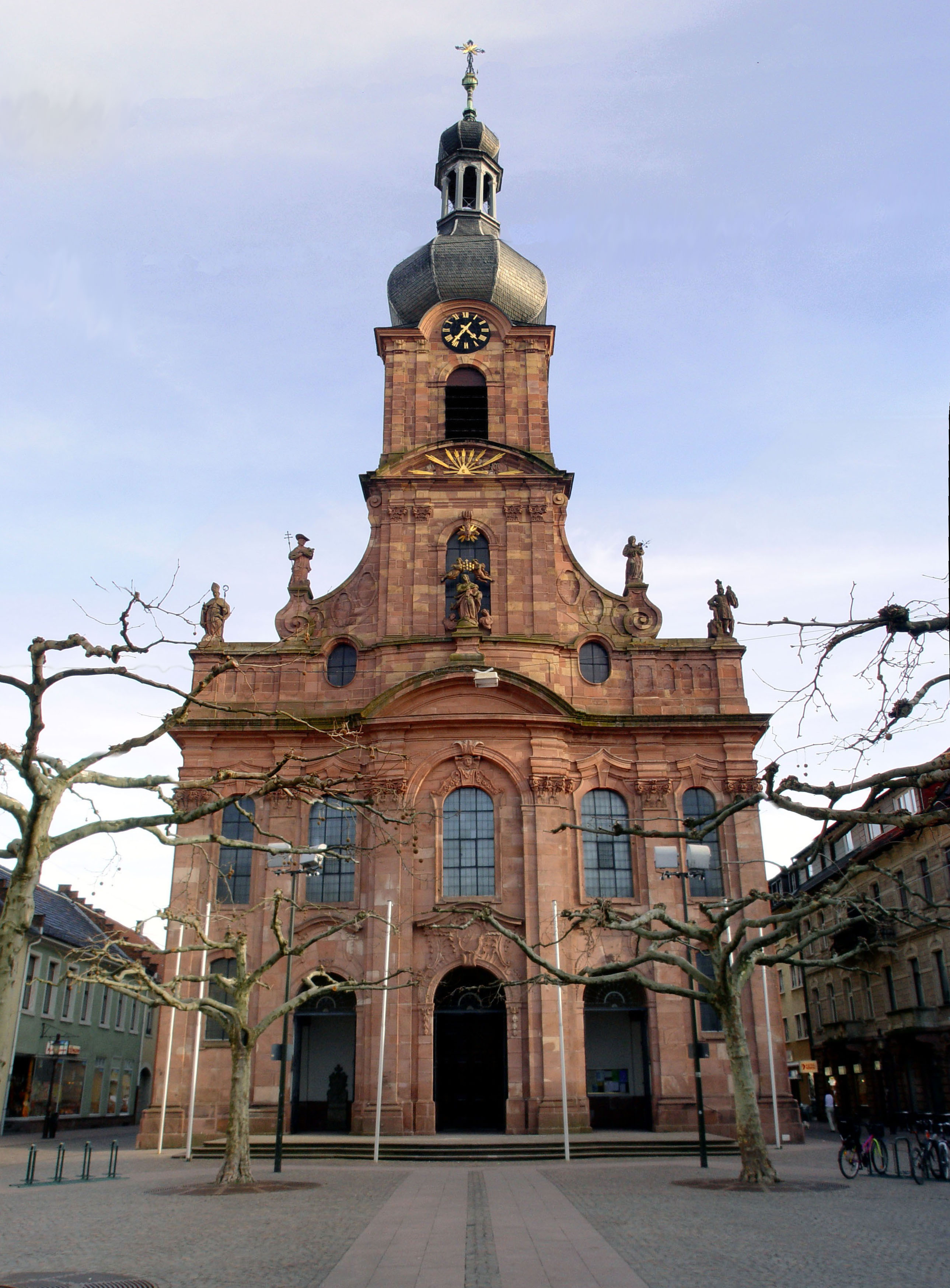
Kościół pw św. Aleksandra St. Alexander